# Discolomatidae
Discolomatidae zijn een familie van insecten die behoort tot de orde der kevers (Coleoptera).

## Geslachten
Geslachten staan hieronder vermeld met het aantal soorten tussen haakjes.

- Aphanocephalus  (149)
- Cassidoloma  (13)
- Cephalophanus  (7)
- Discoloma  (28)
- Dystheamon  (1)
- Fallia  (7)
- Holophygus  (3)
- Katoporus  (3)
- Notiophygus Gory, 1834 (205)
- Parafallia  (7)
- Parmaschema  (18)
- Pondonatus  (2)
- Profallia  (4)
- Solitarius  (1)